# Verwaltungsgemeinschaft Holzdorf
Die Verwaltungsgemeinschaft Holzdorf war eine Verwaltungsgemeinschaft im sachsen-anhaltischen Landkreis Wittenberg, die aus den Mitgliedsgemeinden Buschkuhnsdorf, Holzdorf, Kleinkorga, Linda (Elster), Löben, Mönchenhöfe, Neuerstadt, Premsendorf und Reicho bestand. Holzdorf war Verwaltungssitz. Heute sind alle ehemaligen Mitgliedsgemeinden eingemeindete Stadtteile: Löben und Premsendorf wurden nach Annaburg eingegliedert, alle anderen Gemeinden nach Jessen.